# VBTP-MR
VBTP-MR (Guarani) – kołowy transporter opancerzony opracowany wspólnie przez firmę Iveco oraz brazylijską armię jako następca pojazdów EE-9 Cascavel i EE-11 Urutu.
Pracę nad nowym transporterem opancerzonym dla armii brazylijskiej rozpoczęto w roku 2007, a zakończono w roku 2011. Brazylia zamówiła ponad 2000 pojazdów tego typu, mają być one dostarczone w latach 2012-2030. Produkcja ma się odbywać w Brazylii, z 60% udziałem lokalnych podwykonawców. W oparciu o transporter VBTP-MR planuje się też stworzenie innych pojazdów, m.in. niszczyciela czołgów z armatą kal. 120 mm.
Opancerzenie VBTP-MR zapewnia ochronę załogi przed odłamkami artyleryjskimi i ostrzałem z małokalibrowej broni strzeleckiej. Ponadto ochronę można zwiększyć montując dodatkowy pancerz kompozytowy. W celu zapewnienia ochrony przed wybuchem min podwozie ma kształt V, a wnętrze wyłożono specjalną matą przeciwodłamkową.
Jako uzbrojenie proponowany jest zdalnie sterowany wkm kal. 12,7 mm, km kal. 7,62 mm lub granatnik automatyczny kal. 40 mm. Innym proponowanym uzbrojeniem jest działko kal. 30 mm oraz wyrzutnia przeciwpancernych pocisków kierowanych.